# Leonardoxa africana
Espèce
Synonymes
- Humboldtia africana Baill.[2] [1]
- Leonardoxa africana (Baill.) Aubrev. (Baill.) Aubrev. (préféré par UICN)[2]
- Schotia africana (Baill.) Keay[2] [1]
- Schotia humboldtioides Oliv.[2] [1]
- Theodora africana (Baill.) Taub.[1]

Statut de conservation UICN

 LC  : Préoccupation mineure
Leonardoxa africana (Baill.) Aubrev. est une espèce de plantes à fleurs du genre Leonardoxa de la famille des Fabaceae. C'est un arbre qu'on trouve dans les forêts tropicales submontagnardes du Gabon, de la Guinée équatoriale, du Cameroun et dans le sud-est du Nigeria. L’espèce n'est pas encore menacée mais est en surveillance pour éviter de futures menaces.

## Taxonomie
Le genre Leonardoxa est parfois présenté comme limité à l'espèce type Leonardoxa africana (Baill.) Aubrév., un complexe polytype de quatre sous-espèces. Le complexe est perçu comme une espèce anneau de sous-espèces principalement allopatriques dans laquelle les deux variantes les plus extrêmes, la sous-espèce africana et gracilicaulis, ont une zone étroite de convergence dans laquelle elles se conjuguent dans les mêmes communautés et restent distinctes.
En 1993, J. Léonard – à qui les taxons doivent leurs noms – avait d'abord proposé un nouveau genre, Normandiodendron, pour les deux autres espèces de Leonardoxa, Leonardoxa bequaertii (De Wild.) Aubrev. et Leonardoxa romii (De Wild.) Aubrev., mais de fait elles sont restées rattachées à Leonardoxa.

## Utilité
Leonardoxa africana est un myrmecophyte (plante qui offre un abri ou une nourriture aux fourmis qui vivent dans des relations symbiotiques avec elle), qui est associé à deux espèces de fourmis, la formicine Petalomyrmex phylax Snelling et la myrmicine Cataulacus mckeyi Snelling.

## Liste des sous-espèces
Selon NCBI (7 octobre 2017) :
- sous-espèce Leonardoxa africana subsp. africana
- sous-espèce Leonardoxa africana subsp. gracilicaulis
- sous-espèce Leonardoxa africana subsp. letouzeyi
- sous-espèce Leonardoxa africana subsp. rumpiensis

Selon Tropicos (7 octobre 2017) (Attention liste brute contenant possiblement des synonymes) :
- sous-espèce Leonardoxa africana subsp. africana
- sous-espèce Leonardoxa africana subsp. gracilicaulis McKey
- sous-espèce Leonardoxa africana subsp. letouzeyi McKey
- sous-espèce Leonardoxa africana subsp. rumpiensis McKey